# Bistum Villa María
Das Bistum Villa María (lat.: Dioecesis Civitatis Mariae, span.: Diócesis de Villa María) ist eine in der argentinischen Provinz Córdoba gelegene römisch-katholische Diözese mit Sitz in Villa María.

## Geschichte
Das Bistum Villa María wurde am 11. Februar 1957 durch Papst Pius XII. mit der Päpstlichen Bulle Quandoquidem adoranda aus Gebietsabtretungen des Erzbistums Córdoba errichtet und diesem als Suffraganbistum unterstellt.

## Bischöfe von Villa María
- Alberto Deane CP, 1957–1977
- Cándido Genaro Rubiolo, 1977–1979, dann Erzbischof von Mendoza
- Alfredo Guillermo Disandro, 1980–1998
- Roberto Rodríguez, 1998–2006, dann Bischof von La Rioja
- José Ángel Rovai, 2006–2013
- Samuel Jofré Giraudo, seit 2013